# Đại hội kết tập kinh điển Phật giáo lần thứ ba
Đại hội kết tập kinh điển Phật giáo lần thứ ba diễn ra sau Đại hội kết tập lần thứ hai đúng 118 năm, nghĩa là sau khi Đức Phật nhập Niết bàn khoảng 218 năm, tức là khoảng năm 325 TCN. Đại hội kéo dài khoảng 9 tháng dưới sự chủ tọa của Moggaliputta-Tissa (Mục-kiền-liên-tử Đế-tu). Địa điểm diễn ra đại hội là vườn Uyỳana, thành Pàtaliputta (thành phố Patna ngày nay), nước Magadha (miền Trung Ấn Độ). Số người tham gia đại hội là 1.000 người.
Mục đích của đại hội là ngăn chặn việc các sư đem giáo luật ngoại đạo giảng cho tín đồ, qua đó ngăn chặn rạn nứt trong tăng đoàn. Thể thức kết tập cũng giống hai lần đại hội trước. Sau khi kết tập, Moggaliputta-tissa đã soạn sách Thuyết sự (Kathàvatnu) để phản bác nghĩa lý của các phái ngoại đạo đương thời. Một công việc quan trọng khác của Đại hội này là biên tập lại các bộ luận. Từ đó, kinh điển Phật giáo được hệ thống hóa đầy đủ thành tam tạng gồm tạng Luật, tạng Kinh và tạng Luận. Moggaliputta-tissa giao cho đệ tử phổ biến tam tạng này sang 9 nước khác gồm: Lankadipa (Sri Lanka), Suvannabhumi (Mon / Myanmar, Thái Lan), Himavanta (ở Himalaya), Yona (Hy Lạp)... trong đó việc truyền sang Lankadipa do Ma-hi-đà - con trai của vua Ashoka - thực hiện.
Đại hội kết tập kinh điển Phật giáo lần thứ ba chỉ được thuật lại trong Thiện Kiến Luật Tỳ Bà Sa (bộ sớ giải Luật tạng của Phật giáo Thượng tọa bộ). Thư tịch Phật giáo Đại chúng bộ không ghi chép.
Người bảo trợ đại hội là Ashoka Vardhana (Ashoka Đại đế), vị vua thứ ba của vương triều Maurya nước Magadha.